# Festival des 3 Continents 2015
Le Festival des 3 Continents 2015, 37e édition du festival, s'est déroulé du 24 novembre 2015 au 1er décembre 2015.

## Déroulement et faits marquants
La Montgolfière d'or est remportée par le réalisateur chinois Bi Gan pour son premier long métrage Kaili Blues. Barbara Carlotti, membre du jury, déclare à son sujet : « Le jury a été bluffé par les idées, l’ingéniosité et la complexité de ce film. On y voit des images inouïes, de belles idées comme cette scène de bagarre avec la caméra centrée sur un verre. Ou encore l’utilisation d’un drone dans la dernière partie du film, qui suit le personnage, le perd, le retrouve dans une sorte de rêve éveillé. On a trouvé ce film hyper prometteur. » La Montgolfière d'argent récompense Happy Hour de Ryusuke Hamaguchi, immense fresque de 5h17 porté par un quatuor d'actrices non-professionnelles.

## Jury[2]
- Barbara Carlotti (chanteuse française)
- Marina Golbahari (actrice afghane)
- Nneka Luke (directrice des relations extérieures du festival du film de Trinidad & Tobago)
- Clarence Tsui (critique et universitaire hongkongais)

## Sélection

### En compétition[3]
| Titre                   | Réalisation          | Pays             |
| ----------------------- | -------------------- | ---------------- |
| Dark in the White Light | Vimukthi Jayasundara | Sri Lanka        |
| Happy Hour              | Ryusuke Hamaguchi    | Japon            |
| Kaili Blues             | Bi Gan               | Chine            |
| Mekong Stories          | Phan Đăng Di         | Viêt Nam         |
| Neon Bull               | Gabriel Mascaro (en) | Brésil - Uruguay |
| Nezha                   | Li Xiaofeng          | Chine            |
| Oyster Factory          | Kazuhiro Soda        | Japon            |
| Paradise                | Sina Ataeian Dena    | Iran             |
| Scarecrow               | Zig Dulay            | Philippines      |
| Thanatos, Drunk         | Chang Tso-chi        | Taïwan           |

### Ouverture
- Heavenly Nomadic de Mirlan Abdykalykov[4]

### Clôture
- Yojimbo de Akira Kurosawa[4]

### Autres programmations
- Hommage à Im Kwon-taek (master class, rétrospective de 25 films)
- Hommage à Kumar Shahani (rétrospective de 7 films)
- Cinéma engagé pour les cinquante ans de la Conférence tricontinentale
- Classique du Cinéma d'action hongkongais
- Films sur l'adolescence

## Palmarès
- Montgolfière d'or : Kaili Blues de Bi Gan
- Montgolfière d'argent : Happy Hour de Ryusuke Hamaguchi
- Mention spéciale : Neon Bull de Gabriel Mascaro (en)
- Prix du Jury Jeune : Mekong Stories de Phan Đăng Di
- Prix du public : Happy Hour de Ryusuke Hamaguchi